# Cristóvão Borges
Cristóvão, właśc. Cristóvão Borges dos Santos (ur. 9 czerwca 1959 w Salvadorze) – brazylijski piłkarz występujący na pozycji ofensywnego pomocnika lub napastnika; trener piłkarski.

## Kariera klubowa
Karierę piłkarską Cristóvão zaczął w klubie Fluminense FC w 1979 roku. W lidze brazylijskiej zadebiutował 8 listopada 1979 w zremisowanym 1-1 meczu z Campo Grande Rio de Janeiro. Z Fluminense zdobył mistrzostwo stanu Rio de Janeiro – Campeonato Carioca w 1980 roku. W 1983 roku Cristóvão przeszedł do Operário Campo Grande. W tym samym roku przeszedł do Athletico Paranaense. Z Athletico Paranaense zdobył mistrzostwo stanu Parana – Campeonato Paranaense w 1983 i 1985 roku. W 1985 roku przeszedł do SC Corinthians Paulista. W Corinthians zadebiutował 31 sierpnia 1986 w wygranym 3-0 meczu z Goiás EC, w którym zdobył bramkę.
W 1987 roku przeszedł do Grêmio Porto Alegre. Z Grêmio trzykrotnie zdobył mistrzostwo stanu Rio Grande do Sul – Campeonato Gaúcho w 1987, 1988 i 1989 roku. W 1990 roku występował w Guarani FC, z którego przeszedł do Portuguesy São Paulo. W 1993 roku grał w São José EC i Clube Atlético Mineiro. W Atlético Mineiro 22 września 1993 w przegranym 0-2 meczu z Fluminense FC Cristóvão po raz ostatni wystąpił w lidze brazylijskiej. Ogółem w lidze brazylijskiej wystąpił w 178 spotkaniach i strzelił 38 bramek. Karierę Cristóvão zakończył w 1994 roku w klubie Rio Branco Americana.

## Kariera reprezentacyjna
W reprezentacji Brazylii Cristóvão zadebiutował 12 kwietnia 1989 w wygrananym 2-0 towarzyskim meczu z reprezentacją Paragwaju. Cristóvão wszedł na boisko w 74 min. meczu zastępując Bobô i w 80 min. strzelił pierwszą bramkę dla Brazylii. W tym samym roku uczestniczył w Copa América 1989, który Brazylia wygrała. Cristóvão był rezerwowym i nie wystąpił w żadnym meczu. Ostatni raz w reprezentacji wystąpił 23 lipca 1989 w wygranym 1-0 towarzyskim meczu z reprezentacją Japonii. Ogółem w reprezentacji wystąpił w 7 meczach i strzelił 3 bramki.

## Kariera trenerska
W 2003 roku Cristóvão miał krótki epizod trenerski, gdy prowadził EC Juventude.